# Echokardiografie
Echokardiografie je zobrazovací metoda využívaná v lékařství k ultrazvukovému vyšetření srdce. Jedná se o zcela bezbolestné vyšetření bez nutnosti přípravy pacienta, odborně ale náročné, vyžadující nákladné vyšetřovací zařízení a kvalifikovaného lékaře s velkou klinickou zkušeností. Stala se základním kardiologickým vyšetřením, které v mnoha případech nahradilo dřívější metody, např. katetrizační vyšetření.
Odrazy ultrazvuku ze srdce jsou analyzovány přístrojem (echokardiografem) a převedeny na pohybující se obrázek srdečních stěn a struktur chlopní, oddílů, jejich velikost a funkci, případně i směr a rychlost krevního proudu, a dokonce odhad nitrosrdečních tlaků.
Závěrečný protokol podává lékaři ordinujícímu toto vyšetření informaci o charakteru poškození srdečního svalu, chlopenních struktur a popis výkonnosti srdečních oddílů.

## Klasické ECHO
Při standardním vyšetření přes hrudník (transtorakálním - TTE) ultrazvuk vysílá a přijímá sonda, kterou po nanesení gelu vyšetřující lékař přikládá na přední stěnu hrudníku vlevo při dolním okraji žeber u mečíkovitého výběžku nebo z krční jamky. Pacient leží na vyšetřovacím lehátku buď na levém boku anebo na zádech. Běžně vyšetření trvá asi 15 až 45 minut.

## Jícnové ECHO
Podrobnějším vyšetřením je tzv. jícnové ECHO (transesofageální - TEE), kdy se pacientovi po místním znecitlivění zavede do jícnu tenký endoskop s malou sondou na konci, která snímá srdce z jícnu. To umožňuje přesnější diagnostiku - např. u infekční endokarditidy, nitrosrdečních sraženin (trombú) a zkratů, poruch aorty nebo chlopenních vad.

## Použití
Vyšetření pomocí echokardiografie slouží k:
- posouzení velikosti srdce
- hodnocení velikosti srdečních oddílů
- tloušťky stěn a jejich pohybu
- charakteristice srdce (struktury chlopní a změnám při jejich poškození)

## Fyzikální princip
Echokardiografie je založena na vlastnostech ultrazvukového paprsku prostupujícího a odrážejícího se od struktur, kterými prochází. Záchyt odraženého paprsku umožňuje rozlišení struktur do různé hloubky. V případě vyšetření srdce je využívaná hloubka kolem 15 cm. Dále je využíván dopplerovský princip k posouzení průtokových parametrů.